# Yandere Simulator
Yandere Simulator (рабочее название; с англ. — «Симулятор яндэрэ») — разрабатываемая инди-игра в жанре стелс-экшена на движке Unity.  Игра распространяется в незавершённом виде с регулярными обновлениями контента. Разработкой занимается независимый разработчик YandereDev (Александр Стюарт Махэн) при участии волонтёров.

## Игровой процесс

### Сюжетный режим 202X
Akademi High — престижная частная школа, главная локация игры, где разворачивается основное действие. Игра концентрируется на безумной влюблённости студентки этой академии, также известной как Яндэрэ-тян или Яндэрэ-чан (от термина «яндэрэ» в аниме и манге), готовой пойти абсолютно на любые жертвы по устранению всевозможных препятствий ради своего возлюбленного Сэмпая.
Игрок играет за Аяно Аиши — японскую школьницу, влюблённую в сэмпая Таро Ямаду. В течение десяти недель каждую неделю в сэмпая будет влюбляться одна соперница, и Аяно должна всеми возможными способами помешать той признаться в своих чувствах. На устранение каждой соперницы даётся 5 дней. Устранять соперниц можно как насильственными методами (различными видами убийств, шантажом, социальным саботажем и прочим), так и бескровными.

### Режим миссии
В режиме миссии игра генерирует случайного студента, которого необходимо устранить. В данном режиме также появляется препятствие в виде девушки по имени Немезида, которая будет вести охоту на игрока.

### Режим 1980s
В режиме 1980 действие игры переносится в 1989 год. Протагонисткой является Риоба Аиши, мать Яндэрэ-тян.

### Режим «Amai Challenge»
В режиме «Amai Challenge» требуется устранить вторую соперницу — Амай Одаяку. Этот режим становится доступен после устранения первой соперницы. На данный момент не доступен, так как Одаяка была добавлена в основную сюжетную линию игры.

## Разработка
YandereDev (настоящее имя — Александр Стюарт Махэн) — независимый разработчик игр из Калифорнии, который работал в игровой компании в течение трёх лет. В апреле 2014 года Алекс описал идею Yandere Simulator на 4chan и получил много положительных отзывов, что мотивировало его начать разработку. Игра использует геймплейные элементы из серии Hitman и симуляцию школьной жизни.
Разработка Yandere Simulator началась в 2014 году; с самого начала разработки Алекс публиковал тестовые сборки для отладки игры. Тестовая версия постоянно обновляется: так, в неё была добавлена возможность травить ядом, убивать электрическим током, расчленять, закапывать и топить соперниц, красть форму других студентов, менять её после совершения убийства, оказывать помощь другим студентам. Игра содержит пасхальные яйца и мини-игры.
1 марта 2017 года YandereDev объявил о партнёрстве со студией tinyBuild, которая поможет с тестированием и продвижением игры, однако в декабре 2017 года партнёрство было прекращено.
31 августа 2020 года разработчик выпустил первую соперницу в игре — Осану Наджими. 1 мая 2024 года в игру была добавлена вторая соперница — Амай Одаяка .

## Критика

### Содержание взрослого контента и запрет на Twitch
Игра подвергалась критике из-за высокого уровня насилия и наличия сексуализированного контента.
В 2016 году игра была запрещена для стриминга на Twitch по причине того, что игрок мог фотографировать трусы школьниц. Однако, якобы по его словам, Twitch не уточнил, почему его игра была запрещена для стриминга.

### Обвинения в груминге против YandereDev
В сентябре 2023 года, после того как жертва груминга обвинила YandereDev в ухаживании за несовершеннолетней после появления доказательств, несколько разработчиков игры и актёров озвучивания, в том числе актриса озвучивания Аяно Микаэла Лоус, покинули разработку игры. Позже Махэн подтвердил, что имели место «неуместные» разговоры, но отрицал, что намеренно пытался ухаживать за несовершеннолетней. В качестве извинения он пожертвовал 5 тысяч долларов в анти-педофильную компанию, и после этого разработка игры была временно приостановлена. После этого события, многие блогеры перестали снимать контент по Yandere Simulator.